# Robert M. Patton
Robert Miller Patton, född 10 juli 1809 i Russell County, Virginia, död 28 februari 1885 i Huntsville, Alabama, var en amerikansk politiker. Han var guvernör i Alabama 1865–1868 men miste sina maktbefogenheter helt och hållet redan 1867 som ett led i kongressens rekonstruktionspolitik.
Patton inledde 1832 sin långa karriär inom delstatspolitiken i Alabama. Han var länge medlem i Whigpartiet och bytte senare parti till Demokratiska partiet. I presidentvalet i USA 1860 stödde han nordstatsdemokraten Stephen A. Douglas.
Patton valdes till Alabamas 20:e guvernör den 6 november 1865 och tillträdde ämbetet den 13 december samma år. I samband med att USA:s kongress godkände rekonstruktionslagen Reconstruction Act i mars 1867 övergick alla hans maktbefogenheter till general Wager Swayne som styrde Alabama fram till 1868 som tillförordnad militärguvernör. Nominellt var Patton fortfarande guvernör och som Alabamas 21:a guvernör räknas inte Swayne utan republikanen William Hugh Smith som officiellt tillträdde ämbetet i juli 1868.
Patton avled 1885 och gravsattes på Maple Hill Cemetery i Huntsville.